# Bonatea steudneri
Bonatea steudneri är en orkidéart som först beskrevs av Heinrich Gustav Reichenbach, och fick sitt nu gällande namn av Théophile Alexis Durand och Schinz. Bonatea steudneri ingår i släktet Bonatea och familjen orkidéer. Inga underarter finns listade i Catalogue of Life.